# Отт, Дмитрий Оскарович
Дми́трий Оска́рович Отт (11 [23] февраля 1855, с. Плохино, Калужская губерния — 17 июня 1929, Ленинград) — российский и советский акушер-гинеколог; лейб-акушер семьи Николая II (1895). Сын новгородского вице-губернатора Оскара Отта. Его имя носит НИИ акушерства, гинекологии и репродуктологии.

## Биография

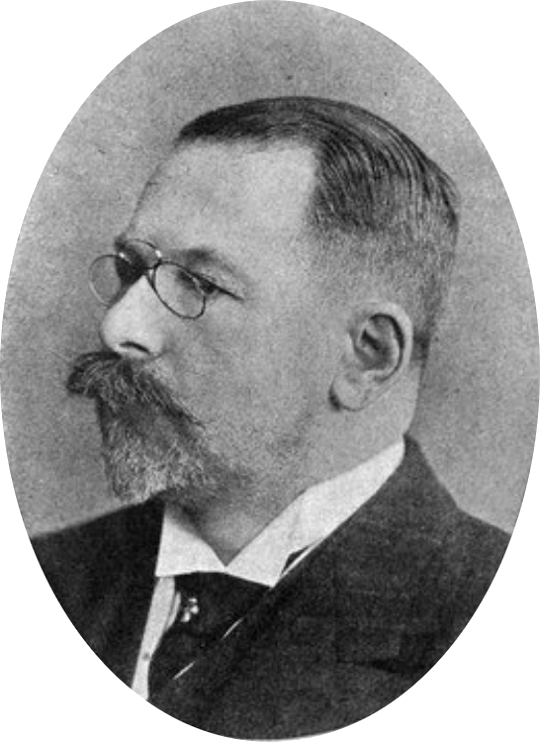
в 1910 году.

В 1874 году окончил Новгородскую гимназию и поступил в Петербургскую медико-хирургическую академию, которую окончил в 1879 году.
Профессор клинического института великой княгини Елены Павловны; с 1893 года — директор Императорского клинического повивального института и в 1899—1906 годах — директор Санкт-Петербургского женского медицинского института. В 1902 году оперировал жену Чехова, у которой были проблемы с внематочной беременностью.
В 1920 году оказавшись на юге России с рядом других профессоров из Петербурга был приглашен участвовать в создании Кубанского медицинского института, где с 1920 по 1922 год возглавлял созданную им кафедру акушерства и гинекологии. Его на этой позиции сменил его ученик и коллега по Петербургу, профессор Н. В. Войцеховский.
Впервые практически доказал и теоретически обосновал эффективность внутривенных вливаний физиологического раствора обескровленным родильницам. Его стараниями с 1913 года в гинекологии начал применяться радий. Основатель нового направления в оперативной гинекологии. Выступал за чревосечение влагалищным путём, активно внедрял асептику. Разрабатывал методы хирургического лечения опущения и выпадения половых органов. Сконструировал ряд новых медицинских инструментов (осветительные зеркала для влагалищных операций и др.). Впервые провёл лапароскопическую операцию.
Похоронен на Новодевичьем кладбище в Ленинграде.

## Семья
- Жена: Ольга Николаевна (ур. Дитмар) (6 февраля 1856, Санкт-Петербург — 19 июня 1929). В браке родились сын Дмитрий, дочери Татьяна, Ольга и Александра (4 мая 1880 г.)[3].
- Жена: Ольга Михайловна (ур. Никонова)[4] (1877—1939, Ленинград). После смерти Д. О. Отта его вдова О. М. Отт была репрессирована.

Елена Николаевна Мехмандарова (Линевич) тоже была женой Д. О.Отта и родила от него двух дочерей.